# Glasewald-Medaille
Die Glasewald-Medaille ist eine Auszeichnung an Philatelisten für besondere Verdienste zur Erforschung der Geschichte der Privatpostunternehmen. Benannt ist sie nach dem Philatelisten Arthur Ernst Glasewald aus Gössnitz.

## Geschichte

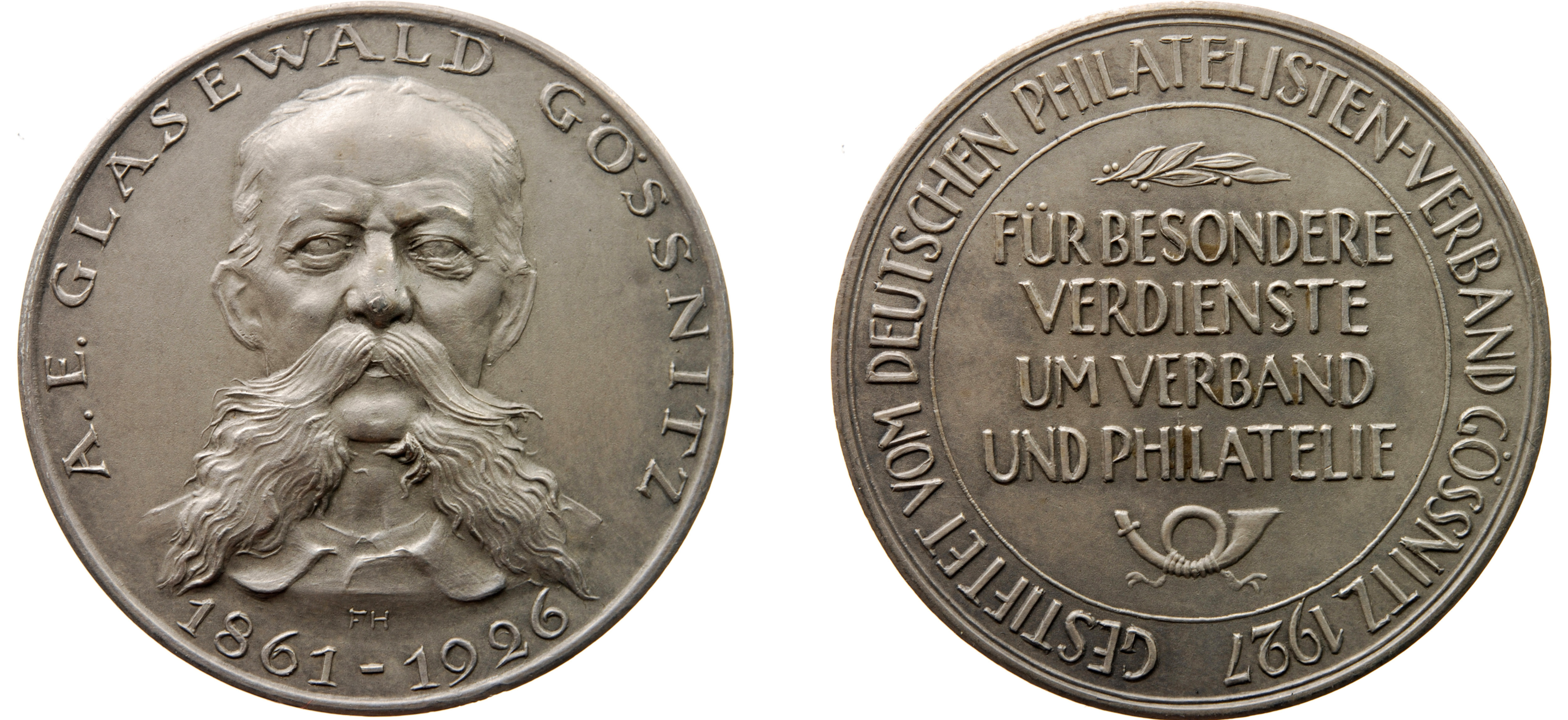
Glasewald Medaille von 1928 aus dem Münzkabinett der Staatlichen Kunstsammlungen Dresden

Nach dem Ableben von Glasewald stiftete der dortige Verein 1928 eine Silbermedaille von 35 mm Durchmesser für besondere Verdienste. Graveur war Friedrich Wilhelm Hörnlein, die Prägung nahmen die Muldenhütten bei Freiburg vor. Noch heute befindet sich ein Exemplar im Dresdner Münzkabinett.
Nach der Gleichschaltung des Vereinswesens unter der Naziherrschaft sind weitere Verleihungen unterblieben. Fritz Lenig, der nach dem Zweiten Weltkrieg am 1. Dezember 1947 den MERKUR (Verein Deutscher Privatpostmarkensammler im Bund Deutscher Philatelisten) gründete, griff 1952 die Tradition dieser Medaille wieder auf. Durch Beschluss des Vorstandes am 9. Januar 1952 und der Generalversammlung am 26. Januar 1952 wurde die Schaffung einer neuen Glasewald-Medaille beschlossen, die die Erinnerung an den Altmeister der Deutschen Privatpostkunde aufrechterhalten soll. Die vergoldeten Silbermedaillen von 60 mm Ø wurden von Adam Donner aus Wuppertal geprägt. Auf der Revers-Seite blieb Platz zur Eingravierung vom Namen und der Jahreszahl. Rückwirkend wurden 5 Medaillen verliehen. In den Jahren 1953, 1955 und 1956 wurden drei weitere noch unter dem Merkur-Vorsitz von Fritz Lenig (1905–1955) verliehen. Nach 1956 bestand der Kern aus Messing und auch der Text auf der Revers-Seite wurde leicht geändert. Höchstwahrscheinlich wurden diese Änderungen nach dem Ableben von Lenig vorgenommen. Heutige Medaillen haben einen Kern aus Zinkguss.

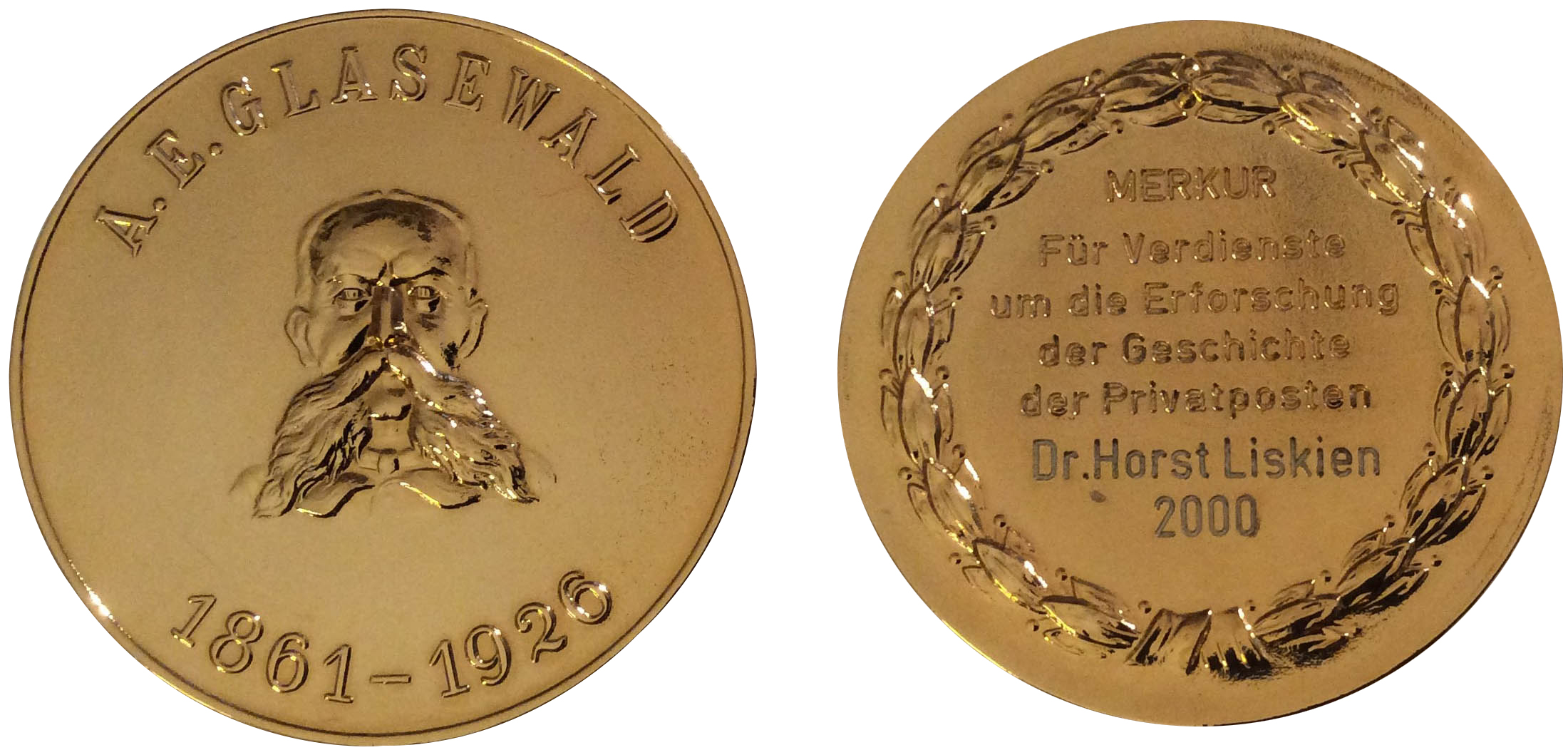
Glasewald Medaille von 2000

In den frühen 1960er Jahren nahm die Zahl der Merkur-Mitglieder stetig ab. Die Vereinsschrift „Merkur, Privatpostalische und postgeschichtliche Mitteilungen“ stellte mit Heft 112 im Dezember 1963 ihr Erscheinen ein.
Durch die Gründung der Arbeitsgemeinschaft Privatpost durch Horst Müller am 18. Juni 1983 wurde das Sammelgebiet wieder belebt. Der Merkur wurde am 4. Mai 1996 mit der Arbeitsgemeinschaft Privatpost vereinigt zur heute noch aktiven Arbeitsgemeinschaft Privatpost Merkur e.V. mit über 100 Mitgliedern und Sitz in Groß Kreutz (Havel). Es fanden weitere Verleihungen statt, zuerst unter dem Kapitelvorsitz von Emil W. Mewes, dann unter Horst Müller. Die Glasewald-Medaille wird wieder regelmäßig verliehen und das Glaswald-Kapitel tagt kontinuierlich, zum Teil auch durch online-Abstimmungen. Von 1928 bis 2025 erfolgten 41 Verleihungen und es gibt mit Stand 2025 13 lebende Mitglieder des Glaswaldkapitels. Zum 100.sten Todestag des Philatelisten A.E.Glasewald 2026 wird es durch die Arbeitsgemeinschaft Privatpost Merkur ein Gedenken geben.

## Preisträger
- 1928 Alfred Naumann (1875–1936)
- 1929 Hugo Krötzsch (1858–1937)
- 1930 Otto Falck (1871–1944)
- 1932 Wilhelm Herzog (1881–1944)
- 1934 Kurt Zirkenbach (1895–1972)
- 1947 Fritz Lenig (1905–1955)
- 1948 Erich Schmidt (1882–1956)
- 1949 Ernst Jasse (* 1877)
- 1950 Heinrich Düsterbehn (1868–1954)
- 1951 Georg Glasewald (1895–1972)
- 1953 Kaspar Spälti-Schiesser
- 1955 Paul F. Rampacher (1881–1972)
- 1956 Emil W. Mewes (1913–2000)
- 1958 Erich Schlaikjer (* 1901)
- 1959 Werner Ahrens (1900–1983)
- 1960 Wilhelm Ploenes (1911–1964)
- 1961 Maurice Williams (1905–1976)
- 1961 Leon Norman Maurice (1914–1999)
- 1965 Joachim Frey (1927–1984)
- 1969 Wilhelm Kähler (1902–1980)
- 1982 Hans Meier zu Eissen (1930–2018)
- 1994 Horst Müller (* 1937)
- 1995 Heinz Frost (1920–2010)
- 1996 Hermann G. Neubauer (1927–2019)
- 1997 Peter F. Rogers (* 1932)
- 1998 Michael Ahrens (1949–2012)
- 1999 Martin Erler (1920–2014)
- 2000 Horst Liskien (* 1933)
- 2001 Horst Jaedicke (1924–2010)
- 2003 Thomas Burger (* 1966)
- 2006 Gernot Steinmüller (1938–2009)
- 2009 Wolfgang Baldus (* 1954)
- 2011 Rodney G. Jowett (1943–2019)
- 2015 Oswald Walter (* 1953)
- 2016 Ralph Phillips (* 1944)
- 2018 Knuth Glasø (* 1954)
- 2019 Klaus P. Schmidt (* 1949)
- 2022 Ingo Anders (* 1958)
- 2023 Hubert Tretner (* 1946)
- 2024 Matthias Fibiger
- Glasewald-Sekretär Chris Rappaport (* 1952)